# Viratge (esquí)
El viratge és una tècnica d'esquí que s'utilitza en el descens per canviar el sentit de desplaçament sobre la neu. Existeixen molts tipus de viratge en funció de la modalitat d'esquí, del tipus de neu i de l'expertesa de l'esquiador.
- Viratge amb salt: viratge en què l'esquiador aixeca els dos esquís alhora, com si fes un salt.